# Condado de Brown (Ohio)
O Condado de Brown é um dos 88 condados do Estado americano de Ohio. A sede do condado é Georgetown, e sua maior cidade é Georgetown. O condado possui uma área de 1 283 km² (dos quais 9 km² estão cobertos por água), uma população de 42 285 habitantes, e uma densidade populacional de 14 hab/km² (segundo o censo nacional de 2000). O condado foi fundado em 1818.